# Madame de Sérisy
La comtesse de Sérisy est un personnage de La Comédie humaine d’Honoré de Balzac. 

## Biographie
Née en 1783, Clara-Léontine de Ronquerolles, « noblesse de second ordre », elle a épousé en 1803 un des plus illustres généraux républicains : Gaubert, qui meurt en 1805 en lui laissant une fortune considérable.
Remariée en 1806 au comte Hugret de Sérisy, sénateur, (« noblesse de robe »), elle éblouit madame de Bargeton qui pense qu’elle règne sur le tout-Paris, alors qu’elle ne règne que sur des cercles inférieurs, et qu’elle n’a jamais pu se faire admettre chez les Grandlieu.
Il est vrai que Léontine de Sérizy est reçue presque partout et qu’on lui prête un pouvoir mystérieux (son frère, le marquis de Ronquerolles fait partie des Treize). Elle a surtout un grand pouvoir de séduction et la liste de ses amants est interminable, au grand dam du pauvre comte de Sérisy, follement amoureux de sa femme. Le comte va même jusqu’à la réconforter lorsqu’elle a des chagrins d’amour. Félicien Marceau le classe dans la catégorie des « maris inexistants ».
Elle apparaît principalement dans Illusions perdues, Splendeurs et misères des courtisanes, La Maison Nucingen.

## Romans dans lesquels le personnage apparaît
- En 1806, dans Un début dans la vie (paru en 1842), Oscar Husson évoque la manière dont madame de Sérisy abuse de l’affection de son mari et prétend qu’elle le délaisse parce qu’il a une maladie de peau.
- En 1818, dans Ferragus (édité en 1834), elle organise le duel entre son frère et Auguste de Maulincour, qui a été son amant. Cette même année, elle donne un bal au cours duquel les Treize enlèvent Antoinette de Langeais.
- En 1819, dans La Femme de trente ans (écrit entre 1829 et 1842), elle est la maîtresse de Victor d'Aiglemont.
- En 1821, dans Illusions perdues (écrit de 1836 à 1843), monsieur du Châtelet propose à madame de Bargeton de la présenter chez madame de Sérisy. Selon la marquise d'Espard, cette dernière a pour amis les hommes les plus redoutables de Paris. À cette même date, dans Le Cabinet des Antiques, son salon est le rendez-vous des « roués », où Victurnien d'Esgrignon se fait rouler dans la farine par Henri de Marsay, Maxime de Trailles et les autres « grands méchants » dandys-lions.
- En 1827, dans Splendeurs et misères des courtisanes (1847), elle tombe follement amoureuse de Lucien de Rubempré qu’elle arrache à Diane de Maufrigneuse. Elle est remarquée en compagnie du jeune homme au jardin des Tuileries, aux Italiens. Sachant que les Grandlieu ne veulent pas la recevoir, et que Lucien est presque fiancé à Clotilde de Grandlieu, madame de Sérisy cherche à marier Lucien à sa nièce, Clémentine du Rouvre. Cette même année, malgré son âge « avancé » (elle a 42 ans), Savinien de Portenduère lui fait la cour dans Ursule Mirouët (publié en 1842).
- En 1830, dans Splendeurs et misères des courtisanes, la nouvelle de l’arrestation de Lucien la rend folle de douleur. Diane de Maufrigneuse se précipite à son chevet en compagnie d’Asie, la tante de Vautrin. Les deux femmes cherchent un moyen de sauver le jeune homme. Finalement madame de Sérisy se fait introduire dans le cabinet du juge Granville où elle brûle avec désinvolture les feuillets où sont transcrits les interrogatoires de Lucien, au nez et à la barbe du juge Camusot. En voulant sauver son amant, prise de folie, elle arrive à briser une grille de fer, mais elle découvre le cadavre de Lucien, qui s'est pendu, et elle s’évanouit. De retour chez eux, son mari la veille jour et nuit, il craint pour sa raison. Léontine est alors entourée du magistrat Octave de Bauvan, protecteur de Lucien, de son mari et du juge Granville qui tentent de la raisonner. Mais elle ne retrouve ses esprits que lorsque Jacques Collin lui apporte une lettre écrite à son intention par Lucien de Rubempré.
- En 1833, dans Ursule Mirouët, elle a perdu son fils et elle institue comme son unique héritière sa nièce, Clémentine du Rouvre.
- En 1838, dans Un début dans la vie, son mari l’a quittée pour s’installer à Presles où elle lui rend visite une fois par mois. Le château de Presles sera racheté par Crevel en 1843 dans Béatrix.

Elle est présente aussi dans :
- Autre étude de femme
- La Fausse Maîtresse
- La Maison Nucingen
- Le Père Goriot
- La Duchesse de Langeais

## Sources bibliographiques
- Pierre Abraham, Créatures chez Balzac, Paris, Gallimard, Paris, 1931.
- Arthur-Graves Canfield, « Les personnages reparaissants de La Comédie humaine », Revue d’histoire littéraire de la France, janvier-mars et avril-juin 1934 ; réédité sous le titre The Reappearing Characters in Balzac’s « Comédie humaine », Chapell Hill, University of North Carolina Press, 1961 ; réimpression Greenwood Press, 1977.
- Anatole Cerfberr et Jules Christophe, Répertoire de « La Comédie humaine » de Balzac, introduction de Paul Bourget, Paris, Calmann-Lévy, 1893.
- Charles Lecour, Les Personnages de « La Comédie humaine », Paris, Vrin, 1967.
- Félix Longaud, Dictionnaire de Balzac, Paris, Larousse, 1969.
- Fernand Lotte, Dictionnaire biographique des personnages fictifs de « La Comédie humaine », avant-propos de Marcel Bouteron, Paris, José Corti, 1952.
- Félicien Marceau, Les Personnages de « La Comédie humaine », Paris, Gallimard, 1977, 375 p.
- Félicien Marceau, Balzac et son monde, Paris, Gallimard, coll. « Tel », 1970 ; édition revue et augmentée, 1986, 684 p.  (ISBN 2070706974).
- Anne-Marie Meininger et Pierre Citron, Index des personnages fictifs de « La Comédie humaine », Paris, Bibliothèque de la Pléiade, 1981, t. XII  (ISBN 2070108775), p. 1538-1538.
- Anatole Cerfberr et Jules Christophe, Répertoire de « La Comédie humaine » de Balzac, introduction de Boris Lyon-Caen, Éditions Classiques Garnier, 2008  (ISBN 9782351840160).